# 케니 댈글리시
케니 댈글리시 경(영어: Sir Kenny Dalglish, MBE, 1951년 3월 4일 ~ )은 스코틀랜드의 전직 축구 선수이자 전직 축구 감독 및 현 축구 경영인으로 2013년부터 현재까지 리버풀 FC의 비상임 이사직을 맡고 있으며 셀틱 FC와 리버풀 FC의 레전드이자 데니스 로와 함께 스코틀랜드 축구 역사상 최고의 선수로 평가받고 있다.

## 선수 경력
선수시절 1970년대 셀틱 FC와 1970-1980년대 리버풀 FC에서의 성공적인 활동으로 유명하다. 그는 스코틀랜드와 잉글랜드 두 리그에서 최초로 홀로 100골을 득점했으며, 리버풀 팬들이 뽑은 역대 최고의 리버풀 선수로 뽑히기도 했다. 그는 또한 과거 스코틀랜드 남자 축구 선수 최초로 100경기 이상의 국제 경기를 뛰며, 30골을 기록했다. 이 득점 기록은 같은 스코틀랜드의 선수 데니스 로의 득점 기록과 동률을 이룬다.

## 감독 경력
케니 댈글리시는 클럽 감독으로도 성공했는데, 그는 오직 3명의 감독만이 우승을 경험한 풋볼 리그 1부에서 2개의 다른 팀을 각각 우승시켰다.
2011년 1월 리버풀 FC에서 로이 호지슨 대신 임시로 감독을 맡다가, 2011년 5월에 3년 계약으로 지휘봉을 잡았다. 그러나 2011-12 시즌에서의 성적 부진으로 2012년 5월 17일 경질되었다.

## 행정가 경력
2013년 10월 5일 리버풀 FC의 요청으로 비상임 이사직에 취임하여 현재는 프런트로 일하고 있다.

## 수상 경력

### 셀틱
- 스코틀랜드 1부 : 1971–72, 1972–73, 1973–74, 1976–77
- 스코티시 컵 : 1971–72, 1973–74, 1974–75, 1976–77
- 스코티시 리그컵 : 1974–75

### 리버풀
- 퍼스트 디비전 : 1978–79, 1979–80, 1981–82, 1982–83, 1983–84, 1985–86
- FA컵 : 1985–86
- 리그컵 : 1980–81, 1981–82, 1982–83, 1983–84
- 채리티 쉴드 : 1977, 1979, 1980, 1982, 1986
- 유로피언컵 : 1977–78, 1980–81, 1983–84
- 유로피언 슈퍼컵 : 1977

### 감독
- 퍼스트 디비전 : 1985–86, 1987–88, 1989–90, 1994-95
- FA컵 : 1985–86, 1988–89
- 리그컵 : 2011–12
- 채리티 쉴드 : 1986, 1988, 1989, 1990
- 스코티시 리그컵 : 1999-00

### 개인
- 발롱도르 2위 : 1983
- PFA 올해의 선수 : 1982-83
- FWA 올해의 선수 : 1978-79, 1982-83
- FWA 공로상 : 1987
- 스코틀랜드 1부 득점왕 : 1975-76
- 프리미어리그 올해의 감독 : 1994-95
- 프리미어리그 이 달의 감독 : 94년 1월, 11월
- 잉글랜드 축구 명예의 전당 : 2002
- 스코틀랜드 축구 명예의 전당 : 2004
- 스코틀랜드 협회 선정 자국 최고의 선수 : 2020
- FIFA 100 : 2004

## 서훈
- 1985년 대영 제국 훈장 5등급(MBE) 수훈[3]
- 2018년 기사작위(Knight Bachelor) 서임[1]

## 같이 보기
- A매치 100경기 이상 출전한 축구 선수 명단

### 내용주
1. ↑  총 102경기

### 참조주
1. 1 2  “Supplement No. 1: Birthday Honours List - United Kingdom”. 《The Gazette》 (영어) (런던) (62310): B2. 2018년 6월 9일.
2. ↑  “Queen's Birthday Honours: Kenny Dalglish knighted, Anthony Joshua becomes OBE”. BBC Sport. 2018년 6월 8일. 2018년 6월 8일에 확인함.
3. 1 2  “Supplement to The London Gazette: 1985 New Year Honours”. 《The Gazette》 (영어) (런던) (49969): 13. 1984년 12월 31일.
4. ↑  '킹 케니' 댈글리시 리버풀 복귀... 이사직 수행 - 골닷컴